# Ambatomiady
Ambatomiady is een plaats en commune in het centrum van Madagaskar, behorend tot het district Antanifotsy, dat gelegen is in de regio Vakinankaratra. Tijdens een volkstelling in 2001 telde de plaats 25.062 inwoners.
De plaats biedt naast lager onderwijs ook middelbaar onderwijs aan. 98 % van de bevolking werkt als landbouwer en 1 % houdt zich bezig met veeteelt. Het belangrijkste landbouwproduct is rijst; andere belangrijke producten zijn mais, maniok en aardappelen. Verder is 1% actief in de dienstensector.